# 樊锦诗
樊锦诗（1938年7月9日—），祖籍浙江杭州，出生于北平，中国敦煌学者，被誉为“敦煌女儿”。曾任敦煌研究院院长，现为敦煌研究院名誉院长、兰州大学敦煌学研究所名誉所长。

## 生平
1938年出生在战乱的北平，祖籍浙江杭州。1952年9月至1958年7月，就读于上海新沪中学。1963年毕业于北京大学历史系考古学专业，同年被分配到敦煌研究院（1962年曾在敦煌实习），之后加入中国共产党，担任甘肃省敦煌研究院院长、党委委员。是中共十三大代表，第八届、九届十届、十一届、十二届全国政协委员。2019年9月16日，被授予“文物保护杰出贡献者”国家荣誉称号。沪剧《敦煌女儿》講述的就是樊锦诗的生平事跡。
2023年7月10日上午，国际381323编号小行星被命名为“樊锦诗星”；樊锦诗同時向敦煌研究院捐赠1000万人民币设立樊锦诗基金。

## 家庭
丈夫彭金章亦是考古學家、研究員，1986年从武汉大学调到敦煌。

## 相关作品
- 电影《吾爱敦煌》（2023年，陈瑾饰樊锦诗）